# Copa del Pacífico 1982
La Copa del Pacífico de 1982 fue la VI edición de la Copa del Pacífico. Esta versión del torneo se jugó a partido único de Lima, capital de Perú, el día martes 30 de marzo de 1982, sirviendo como preparación para ambos equipos que debían dipsutar en el mes de junio el Mundial de España 82, al que ambos habían clasificado. La selección de Perú se queda con la Copa, tras vencer por 1:0. logrando su cuarta Copa.

## Partido

### Partido
| 30 de marzo de 1982 | Perú        | 1:0 (1:0) | Chile | Estadio Nacional, Lima   |                          |
|                     | Navarro 44' | Reporte   |       | Árbitro(s): Víctor Ojeda | Árbitro(s): Víctor Ojeda |

| Perú | Perú | Chile | Chile |
| ---- | --- | --- | ----- |
| Perú | Copa del Pacífico 1982 30 de marzo de 1982 en Estadio Nacional, Lima Resultado: 1:0 Árbitro: Victor Ojeda Reporte                                                                                  | Copa del Pacífico 1982 30 de marzo de 1982 en Estadio Nacional, Lima Resultado: 1:0 Árbitro: Victor Ojeda Reporte                                                                                | Chile |
| Perú | Ramón Quiroga · Hugo Gastulo · Rubén Toribio Díaz · Jorge Olaechea · Roberto Rojas Tardío · César Cueto · José Velásquez · Germán Leguía · Eduardo Malásquez · Guillermo La Rosa · Oswaldo Ramírez | Mario Osbén · Mario Galindo · Óscar Rojas · Elías Figueroa · Enzo Escobar · Orlando Mondaca · Rodolfo Dubó · Eduardo Bonvallet · Miguel Ángel Neira · Juan Carlos Letelier · Miguel Ángel Gamboa | Chile |
| Perú | Tim | Luis Santibáñez | Chile |
| Perú | · Franco Navarro · Juan Caballero | Carlos Cazsely | Chile |
| Perú | Goles | | Chile |
| Perú | 1:0 39' Franco Navarro | | Chile |

| Perú         |
| Campeón Perú |